# Лоутер, Генри, 3-й граф Лонсдейл
Генри Лоутер, 3-й граф Лонсдейл (англ. Henry Lowther, 3rd Earl of Lonsdale; 27 марта 1818 — 15 августа 1876) — британский дворянин и консервативный политик.

## Происхождение и образование

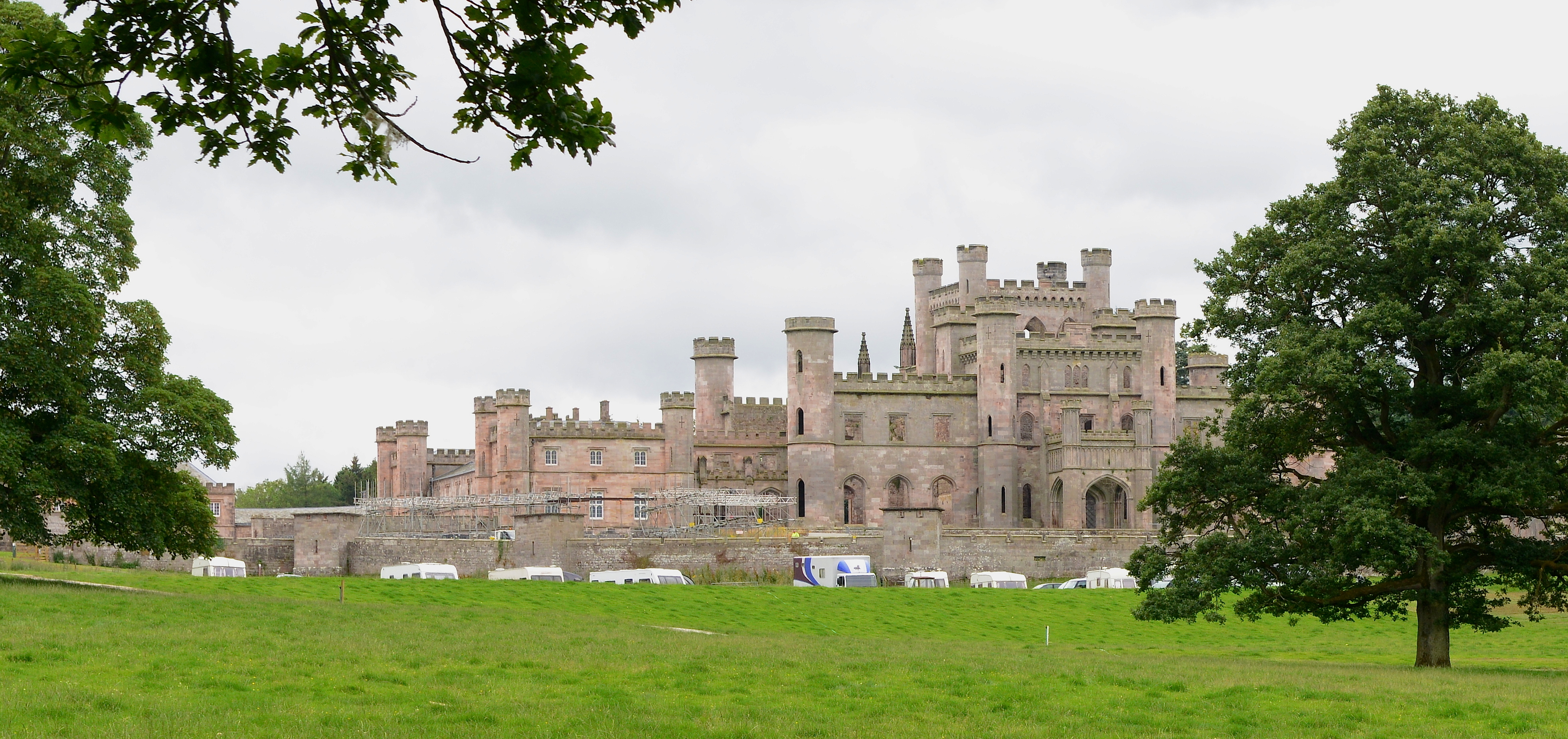
Замок Лоутер, семейная резиденция графов Лонсдейл

Родился 27 марта 1818 года. Старший сын полковника достопочтенного Генри Сесила Лоутера (1790—1867) и леди Люси Шерард (1792—1848). Его дедом по отцовской линии был Уильям Лоутер, 1-й граф Лонсдейл, а дедом по материнской линии был Филип Шерард, 5-й граф Харборо. Он получил образование в Вестминстерской школе и Тринити-колледже в Кембридже.

## Карьера
С 1841 года Генри Лоутер служил в 1-м лейб-гвардейском полку. Он заседал в Палате общин Великобритании от Уэст-Камберленда (1847—1872). Находясь в парламенте, он работал вместе с Эдвардом Стэнли (с 1847 по 1852 год), Сэмюэлем Иртоном (с 1852 по 1857 год), сэром Генри Уиндемом (с 1857 по 1860 год) и Перси Скавеном Уиндемом (с 1860 по 1872 год).
С 1868 по 1876 год занимал должности лорда-лейтенанта Камберленда и Уэстморленда.
4 марта 1872 года после смерти своего дяди Уильяма Лоутера, 2-го графа Лонсдейла, не оставившего после себя законных потомков, Генри Лоутер унаследовал титул 3-го графа Лонсдейла и стал членом Палаты лордов.

## Личная жизнь
31 июля 1852 года в замке Донамон в графстве Роскоммон (Ирландия) он женился на Эмили Сьюзан Колфилд (? — 15 июля 1917), дочери Фрэнсиса Сент-Джорджа Колфилда и достопочтенной Сьюзен Энн Крофтон . У них было шестеро детей:
- Сент-Джордж Генри Лоутер, 4-й граф Лонсдейл (4 октября 1855 — 8 февраля 1882), старший сын и преемник отца.
- Хью Сесил Лоутер, 5-й граф Лонсдейл (25 января 1857 — 13 апреля 1944)
- Достопочтенный Чарльз Эдвин Лоутер (11 июля 1859 — 2 апреля 1888), в 1878 году женившийся на Кейт Финк.
- Леди Сибил Эмили Лоутер (1 сентября 1862 — 11 июня 1932), в 1886 году вышедшая замуж за генерал-майора Джорджа Уильямса Нокса[англ.].
- Леди Верена Мод Лоутер (6 апреля 1865 — 25 декабря 1938), в 1887 году вышедшая замуж за Виктора Спенсера, 1-го виконта Черчилля[англ.], развод в 1927 году.
- Ланселот Эдвард Лоутер, 6-й граф Лонсдейл (25 июня 1867 — 11 марта 1953).

Лорд Лонсдейл умер после приступа пневмонии 15 августа 1876 года в возрасте 58 лет, и ему наследовал его старший сын, Сент-Джордж Генри Лоутер, который стал 4-м графом Лонсдейл.